# A Tribe Called Quest
A Tribe Called Quest (ATCQ) sono stati un gruppo hip hop statunitense formatosi a St. Albans, Queens, New York nel 1985. Il gruppo era originariamente composto dal rapper e produttore principale Q-Tip, dal rapper Phife Dawg e dal DJ e co-produttore Ali Shaheed Muhammad. Il quarto membro Jarobi White partecipò soltanto al primo disco e lasciò il gruppo amichevolmente nel 1991.
Più tardi nello stesso anno, il gruppo pubblicò The Low End Theory, considerato l'album che ha dato forma all'hip hop alternativo negli anni '90. Insieme ai De La Soul, il gruppo è stato una parte fondamentale dei Native Tongues, godendo del maggior successo commerciale con tutti e sei i suoi album certificati oro e platino. Nel 1998, il gruppo si sciolse poco prima di pubblicare il quinto album, The Love Movement.
Il gruppo si riunì nel 2006 e fecero un tour negli Stati uniti. Nel 2016 pubblicò il sesto e ultimo album, We Got It from Here... Thank You 4 Your Service, che era ancora incompleto quando Phife Dawg morì improvvisamente nel mese di marzo dello stesso anno.
ATCQ sono considerati i pionieri della musica hip hop alternativa, John Bush di AllMusic li ha definiti "il gruppo rap più intelligente e artistico degli anni '90". The Source ha dato al loro album di debutto, People's Instinctive Travels and the Paths of Rhythm un punteggio perfetto di cinque 'microfoni' che non aveva mai dato prima. Nel 2005, A Tribe Called Quest ha ricevuto il premio Founders Award al Billboard R&B/Hip-Hop Awards e nel 2007 è stato premiato al 4° VH1 Hip Hop Honors.

## Storia
Originari del Queens, New York, Q-Tip (Jonathan Davis), Phife Dawg (Malik Taylor) e Ali Shaheed Muhammad formano il gruppo nel 1988.
Due anni più tardi esordiscono con People's Instinctive Travels And The Paths Of Rhythm, in cui compaiono anche matrici jazz. Prima del successivo album, The Low End Theory (1991) la scena hip hop si sposta da New York a Los Angeles, grazie agli N.W.A., che segnano la fine della Daisy Age. Tuttavia nel 1993 esce Midnight Marauders, più minimale dei precedenti.
Nel 1994 i tre partecipano al festival Lollapalooza come più importante formazione rap del cast.
Dopo varie trasformazioni spirituali dei componenti esce Beats, Rhymes and Life (1996), in cui la spiritualità incontra un hip hop scarno ed essenziale, e segna il sodalizio con il giovane produttore e beatmaker J Dilla.
Lo stesso si può dire di The Love Movement (1998) in cui si mischiano beat, R&B e jazz.
Nel 1999 il gruppo si scioglie. Escono tre antologie The Anthology (1999), Hits, rarities & Remixes (2004) e The Lost Tribes (2006).
Si riuniscono nel 2004 per un unico concerto ad Anaheim, California, il 13 novembre (il giorno della morte di Ol'Dirty Bastard dei Wu-Tang Clan), in occasione del festival Rock The Bells dove si esibiranno anche nel 2008.
Dopo l'album People's Instinctive Travels and the Paths of Rhythm, il gruppo ha continuato a raccogliere nuovi consensi e fan attraverso vari tour e collaborazioni, come per il featuring con i De La Soul per il singolo A Roller Skating Jam Named "Saturdays". "Check the Rhime" è stato il primo singolo estratto da The Low End Theory, uscito il 24 settembre del 1991. La canzone, basata su un campione estratto dalla canzone "Love Your Life" dell'Average White Band comincia a dare più spazio nelle canzoni alle rime di Phife, che prima di allora erano caratterizzate maggiormente dalla voce di Q-Tip.
I due MC si concentrano su una serie di questioni sociali, partendo dallo stupro ("The Infamous Date Rape") e continuando con il consumismo ("Skypager"). Le canzoni sono brevi, d'impatto e dominate da bassi potenti. Le collaborazioni includono i Leader of the New School (Busta Rhymes compreso), Brand Nubian e Vinia Mojica. Il modo innovativo in cui gli ATCQ utilizzavano e lavoravano con i campioni, estrapolati spesso da dischi jazz, in particolare batteria e basso, portò molti a definire il loro tipo di musica Jazz rap, termine che Q-Tip disapprovava, in quanto riteneva che a parte la canzone "Jazz (We've Got)" non aveva basato molte altre canzoni intorno al tema del jazz.
Ad aumentare la popolarità e l'esposizione mediatica di questo album fu la performance che gli ATCQ (insieme ai Leader of the New School) fecero al The Arsenio Hall Show con il singolo "Scenario". La performance fu particolarmente memorabile per l'energia e la presenza scenica di Busta Rhymes, e anche per il suo famoso "raow! raow! Like a dungeon dragon!". Il gruppo cominciò anche a produrre svariati video musicali di stampo sperimentale, tra cui uno in bianco e nero per la canzone "Jazz (We've Got)", che ad un certo punto acquista colore per introdurre il video "Buggin' Out", in cui gli ATCQ indossano dei buffi occhi sporgenti, che si collegano al tema della canzone, che parla di tutte quelle situazioni stressanti a cui una persona è sottoposta quotidianamente.
L'album è stato prodotto dagli ATCQ con delle produzioni di Skeff Anselm, per due tracce. Anche il beatmaker Pete Rock ha dato il suo contributo, creando una versione embrionale della traccia "Jazz (We've Got)". In contrasto con la maggior parte degli altri album Hip Hop pubblicati nello stesso periodo, caratterizzati da ritmi grezzi eseguiti in tempi relativamente veloci, come ad esempio l'album AmeriKKKa's Most Wanted di Ice Cube (prodotto da The Bomb Squad), oppure come The Chronic di Dr. Dre, The Low End Theory è caratterizzato invece da un tono minore, bassi potenti e strumentali complesse, a sottolineare la natura ragionata dell'album. Le sessioni di registrazione e mixaggio sono state curate dal rinomato fonico Bob Power al Greene Street Studios, e anche al Soundtrack Studios, a New York.
Alla sua uscita, l'album è stato accolto positivamente. La rivista Rolling Stone ha lodato le capacità di Q-Tip, ha inserito questo album tra i "Migliori 500 Album di sempre", posizionandolo alla 154ª posizione, e lo ritiene inoltre uno degli album essenziali degli anni '90. L'album è stato lodato anche dal magazine Spin, che l'ha inserito tra i 90 grandi album degli anni '90. E anche recentemente AllMusic l'ha definito "uno dei migliori dischi hip-hop della storia" e anche "un disco che suona meglio ad ogni ascolto". Lodi sono arrivate anche da Dave Heaton del webzine PopMatters che recensendolo l'ha definito "una notevole esperienza" e anche "esteticamente ed emotivamente gratificante".
Il 22 marzo del 2016 Phife Dawg muore dopo 25 anni di lotta al diabete.
L'11 novembre 2016, dopo 18 anni dall'ultimo disco, esce We Got It From Here... Thank You 4 Your Service.

## Membri
- Q-Tip - voce, produzione (1985-1998, 2006-2013, 2015-2017)
- Phife Dawg - voce (1985-1998, 2006-2013, 2015-2016; morto nel 2016)
- Ali Shaheed Muhammad - giradischi, coproduzione (1985-1998, 2006-2013, 2015-2017)
- Jarobi White - voce (1985-1991, 2006-2013, 2015-2017)

## Filmografia
Il gruppo è stato il protagonista dell'acclamato documentario Beats, Rhymes & Life: The Travels of A Tribe Called Quest, diretto da Michael Rapaport.

## Discografia

### Album in studio
- 1990 – People's Instinctive Travels and the Paths of Rhythm
- 1991 – The Low End Theory
- 1993 – Midnight Marauders
- 1996 – Beats, Rhymes and Life
- 1998 – The Love Movement
- 2016 – We Got It from Here... Thank You 4 Your Service

### Raccolte
- 1992 – Revised Quest for the Seasoned Traveller
- 1999 – The Anthology
- 2003 – Hits, Rarities & Remixes
- 2006 – The Lost Tribes
- 2008 – The Best of A Tribe Called Quest